# Katja Suding

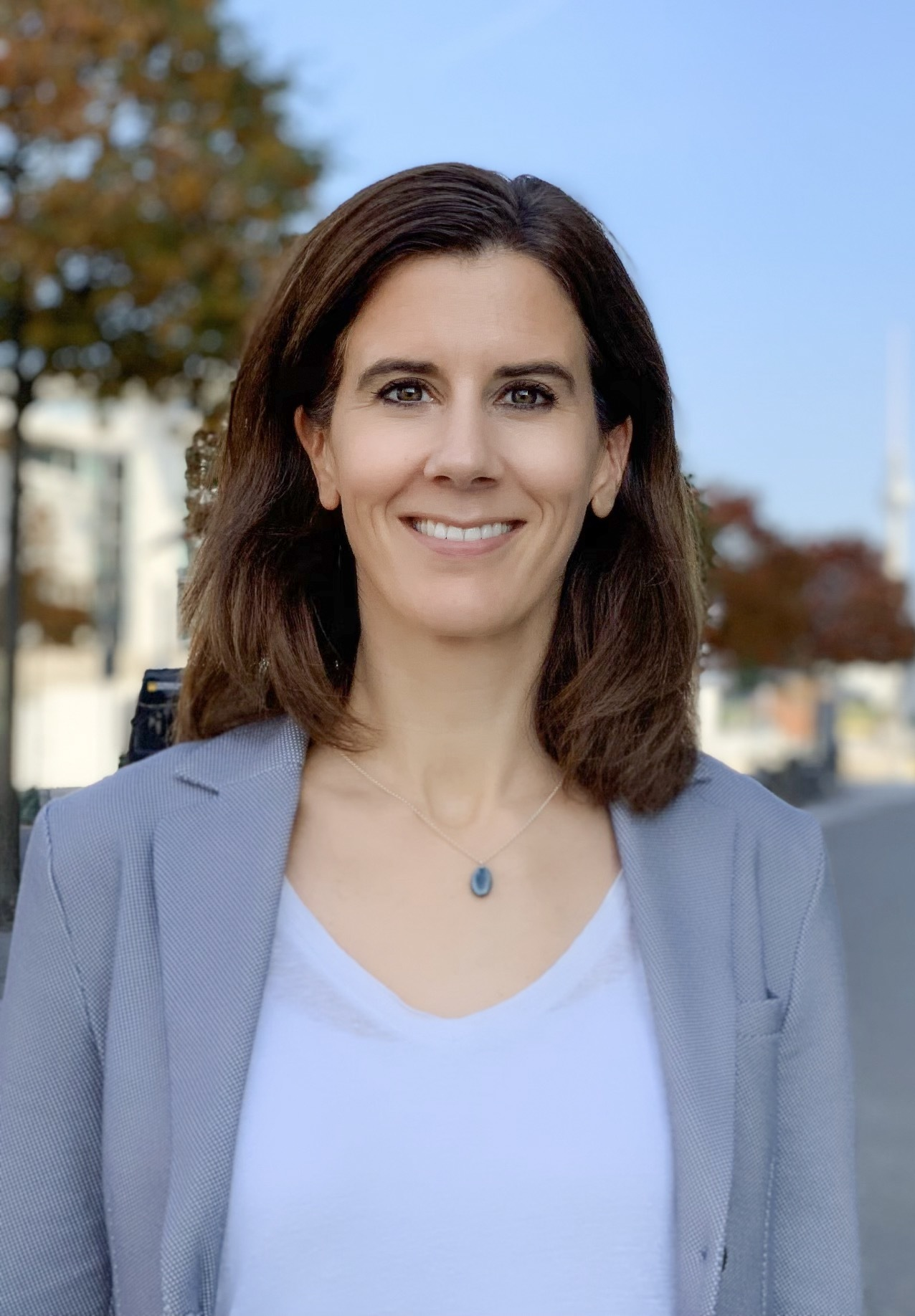
Katja Suding (2020)

Katja Rita Suding (* 30. Dezember 1975 als Katja Rita Surmann in Vechta) ist eine deutsche ehemalige Politikerin (FDP). Sie war von 2011 bis 2017 Mitglied der Hamburgischen Bürgerschaft und dort Vorsitzende der FDP-Fraktion. Suding war von 2014 bis 2021 Landesvorsitzende der FDP Hamburg und von 2015 bis 2021 stellvertretende Bundesvorsitzende ihrer Partei. Von 2017 bis 2021 war sie Mitglied des Deutschen Bundestages. Seitdem arbeitet sie als selbständige Beraterin, Speakerin, Autorin und Coach.

## Berufliches
Nach dem Abitur an der Liebfrauenschule Vechta 1996 begann Suding ein Studium der Kommunikations- und Politikwissenschaft sowie der Romanistik an der Universität Münster, das sie 2003 als Magistra Artium abschloss.
Nach ihrem Umzug nach Hamburg arbeitete sie von 1999 bis 2001 neben dem Studium als Leiterin der Abteilung Marketing und PR bei der music-licence.com AG, dem Unternehmen ihres damaligen Ehemanns. Nach der Insolvenz des Unternehmens im Jahr 2001 arbeitete sie bis 2002 als Projektleiterin Verkaufsförderung bei der Otto Office GmbH.
Von 2004 bis 2010 war sie als freiberufliche PR- und Kommunikationsberaterin in Hamburg tätig. 2011 übernahm sie eine leitende Position bei der PR-Agentur Edelman Deutschland in Hamburg, die während des Wahlkampfs zur Bürgerschaft 2011 ruhte.
Nach ihrem Ausstieg aus der Politik machte sie sich als Beraterin, Speakerin, Autorin und Coach selbständig und schrieb ihr erstes Buch „Reißleine“. Im November 2023 erschien ihr zweites Buch "Ich schwimme nicht mehr da, wo die Krokodile sind", das sie als Co-Autorin zusammen mit Sabine Kuegler veröffentlicht hat.
Vom 15. März 2022 bis Ende 2024 war Suding Senior Advisor im Berliner Büro des skandinavischen Public-Affairs-Beratungsunternehmens Rud Pedersen Public Affairs.

## Politischer Werdegang

### Anfänge in der Bezirkspolitik in Hamburg-Altona (2006 bis 2011)
2006 trat Suding in die FDP ein. Im Jahr darauf wurde sie Vorstandsmitglied im FDP-Kreisverband Blankenese. Von 2007 bis 2009 arbeitete sie ehrenamtlich als Chefredakteurin des Magazins Große Freiheit, der Mitgliederzeitschrift der FDP Hamburg. 2008 bis 2011 war sie als zugewählte Bürgerin Mitglied der Fraktion im Bezirk Altona und im Haushalts- und Vergabeausschuss der Bezirksversammlung Altona vertreten. Von 2008 bis 2011 war sie Beisitzerin im Landesvorstand Hamburg und Fachsprecherin des Landesverbandes für Haushalt und Finanzen; seit 2011 Mitglied im Präsidium der FDP Hamburg. Bei der Bundestagswahl 2009 trat sie im Bundestagswahlkreis Hamburg-Altona an, schaffte jedoch mit 8,2 % der Erststimmen und Platz 6 der Landesliste nicht den Einzug in den Deutschen Bundestag.

### Landespolitikerin in der Hamburgischen Bürgerschaft (2011 bis 2017)
Bei der Bürgerschaftswahl in Hamburg 2011 war Suding Spitzenkandidatin ihrer Partei. Nach den Bürgerschaftswahlen 2004 und 2008, bei denen es der FDP nicht gelungen war, die Fünf-Prozent-Hürde zu überspringen, schaffte sie 2011 unter der Führung Sudings mit 6,7 %, dem besten Wahlergebnis seit 37 Jahren, den Wiedereinzug in die Bürgerschaft. Seit dem 7. März 2011 war Suding damit Mitglied der Hamburgischen Bürgerschaft und Vorsitzende der FDP-Fraktion. Als erste FDP-Politikerin erreichte sie ein Direktmandat (Wahlkreis Blankenese).
Im Dezember 2013 wurde sie als Beisitzerin in das Präsidium der Bundes-FDP gewählt.
Im Juli 2014 wurde Suding von der Hamburger FDP wieder als Spitzenkandidatin zur Wahl der Hamburgischen Bürgerschaft aufgestellt. Am 8. November 2014 wurde sie außerdem mit 70,6 % der Stimmen zur neuen Landesvorsitzenden der FDP Hamburg gewählt. Bei der Bürgerschaftswahl im Februar 2015 konnte sie im Wahlkreis Blankenese ihr Direktmandat verteidigen und erhielt dabei 30.366 Wahlkreisstimmen. Für die FDP war der Einzug in die Hamburger Bürgerschaft unter der Führung Sudings die erste erfolgreiche Wahl seit dem Ausscheiden aus dem Bundestag 2013. In der konstituierenden Sitzung der FDP-Fraktion wurde Katja Suding in ihrem Amt als Fraktionsvorsitzende bestätigt.

### Bundestagsabgeordnete (2017 bis 2021)
Am 15. Mai 2015 wurde Suding beim Bundesparteitag in Berlin ohne Gegenkandidaten mit 85,6 Prozent der Stimmen zu einer der drei stellvertretenden Bundesvorsitzenden gewählt. Sie war hier die Nachfolgerin von Uwe Barth und damit das erste FDP-Mitglied aus Hamburg seit Willy Max Rademacher Ende der 1950er Jahre in diesem Amt. Am 18. November 2016 wurde sie mit 158 zu 51 Stimmen bei zwei Enthaltungen gegen den früheren Bundestagsabgeordneten Burkhardt Müller-Sönksen zur Spitzenkandidatin der Landesliste der FDP Hamburg für die Bundestagswahl 2017 gewählt, zudem trat sie als FDP-Kandidatin im Bundestagswahlkreis Hamburg-Altona an. Mit der Bundestagswahl am 24. September 2017 gelang ihr der Einzug in den 19. Deutschen Bundestag. In der Folge legte sie ihr Bürgerschaftsmandat nieder.
Im 19. Deutschen Bundestag war Suding stellvertretende Vorsitzende der FDP-Fraktion. Sie gehörte als ordentliches Mitglied dem Ausschuss für Bildung, Forschung und Technikfolgenabschätzung, dem Ausschuss für Kultur und Medien, dem Ausschuss für Familie, Senioren, Frauen und Jugend, sowie dem Gemeinsamen Ausschuss an. Zudem war sie stellvertretende Vorsitzende der Deutsch-Italienischen Parlamentariergruppe.
Am 5. September 2020 erklärte Suding, nicht zur Bundestagswahl 2021 zu kandidieren und auch nicht erneut zu den Wahlen für den Landesvorsitz oder als stellvertretende Bundesvorsitzende der FDP anzutreten.

## Privates
Katja Suding war von 2000 bis 2012 mit dem Unternehmer Christian Suding verheiratet, mit dem sie zwei 2002 und 2004 geborene Söhne hat; sie lebt im Hamburger Stadtteil Groß Flottbek. Von 2015 bis August 2019 war sie mit dem früheren Tennisprofi Udo Riglewski liiert.